# Convenção de Évora Monte

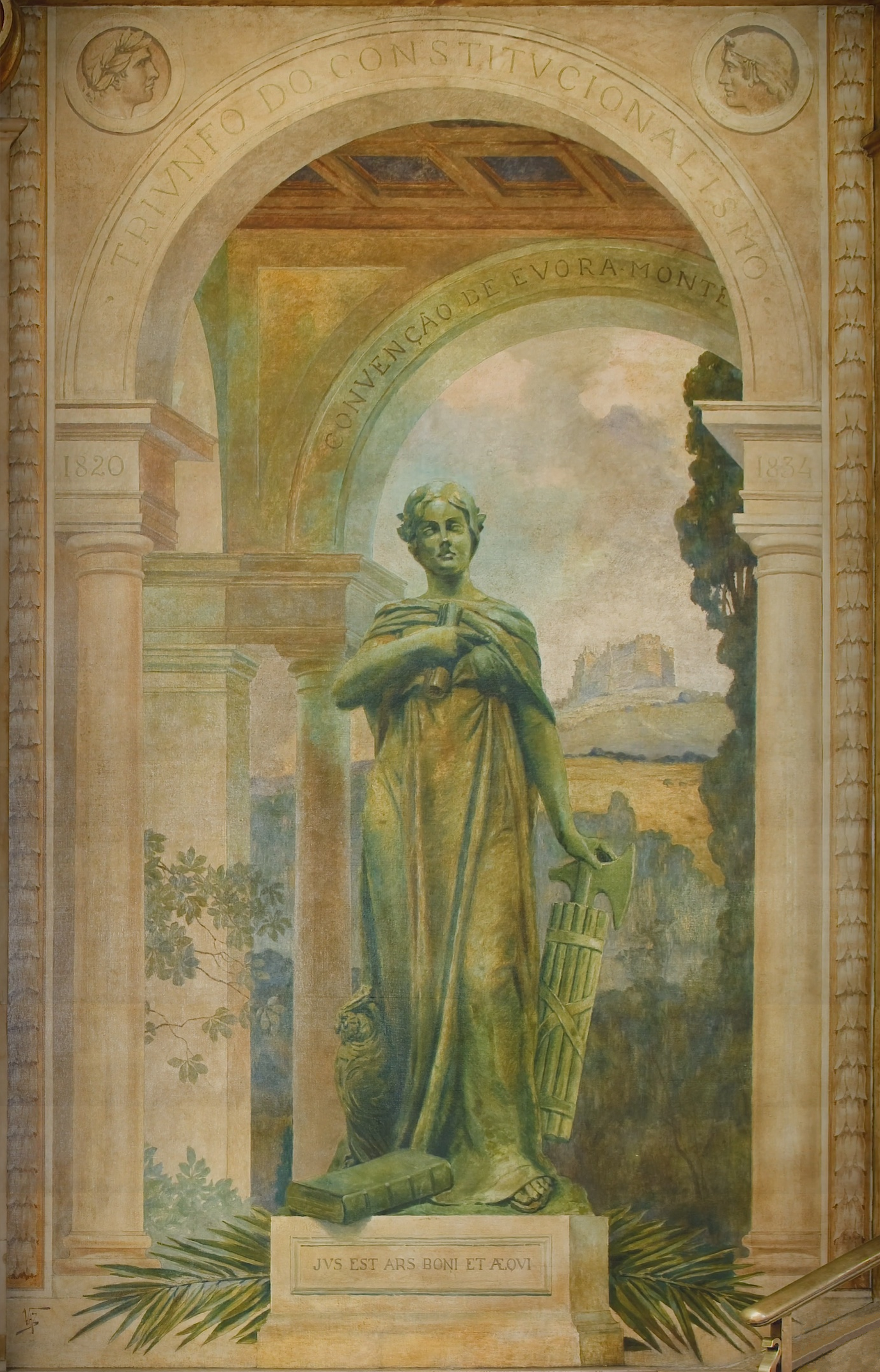
O triunfo do constitucionalismo, alegoria à Convenção de Évora Monte (obra de João Vaz no Palácio de São Bento, Lisboa).

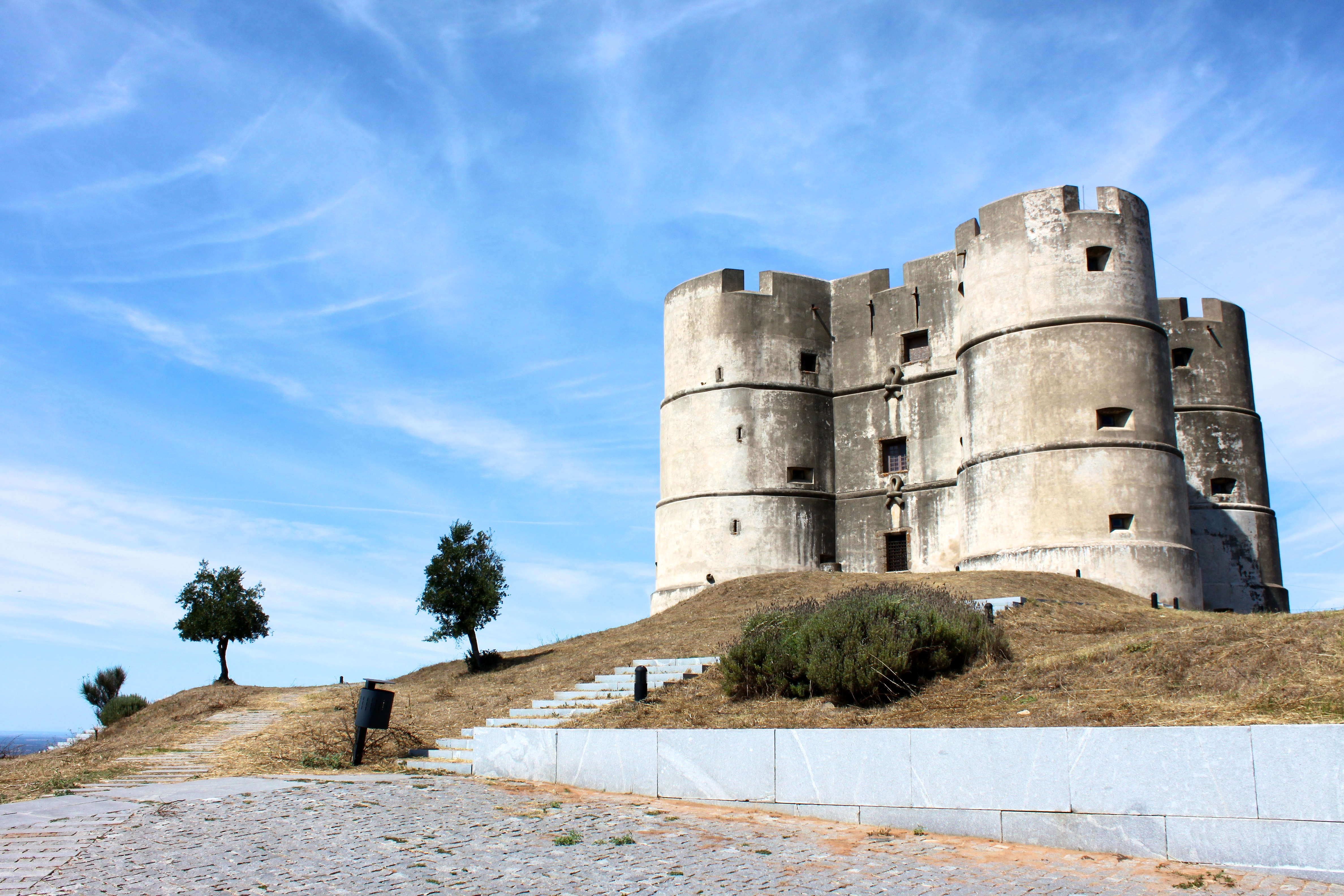
Castelo de Évora Monte, em Évora Monte, a localidade onde foi assinada a Convenção que pôs termo à guerra civil portuguesa de 1828-1834.

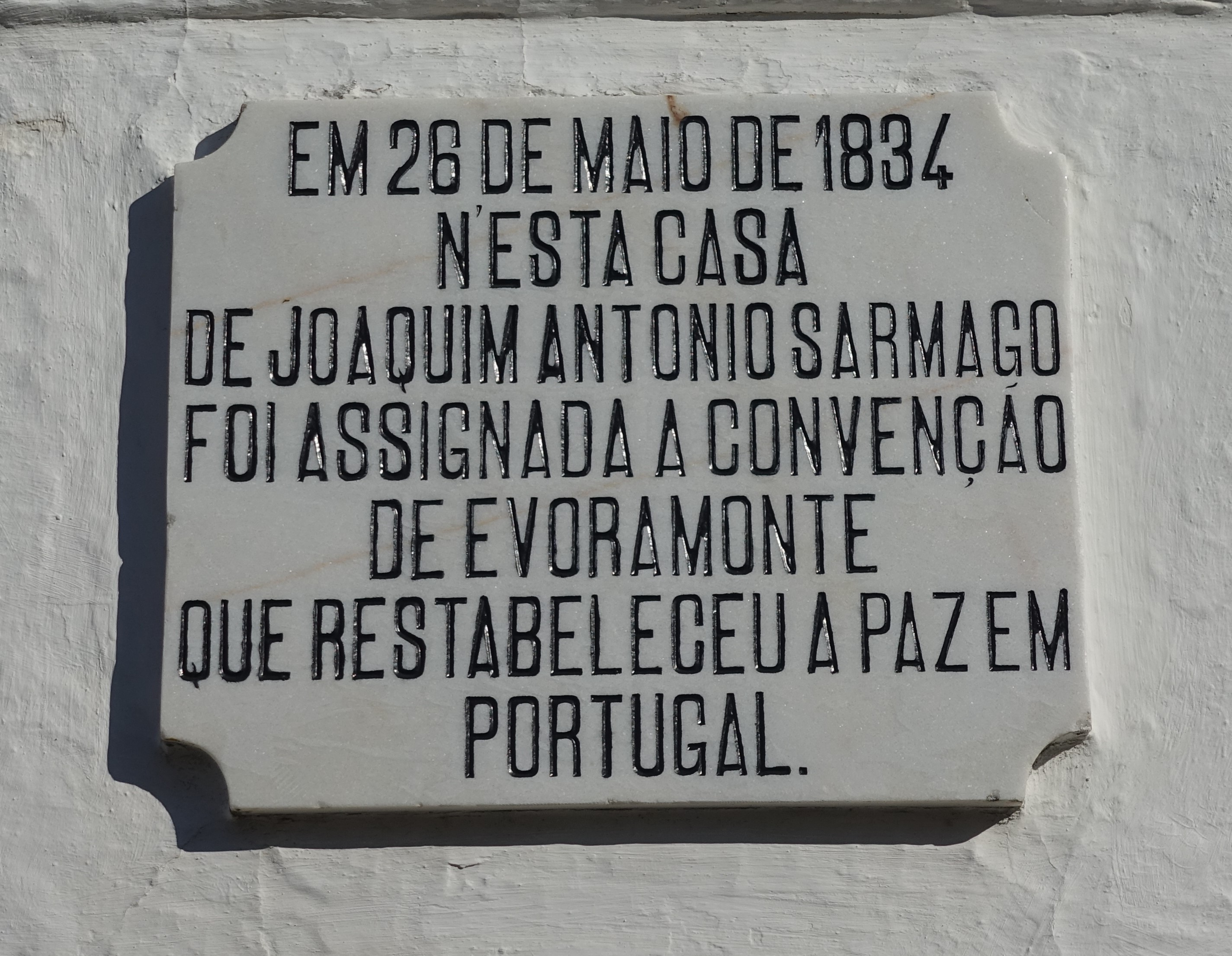
Placa existente na fachada da casa onde foi assinada a Convenção de Évora Monte.

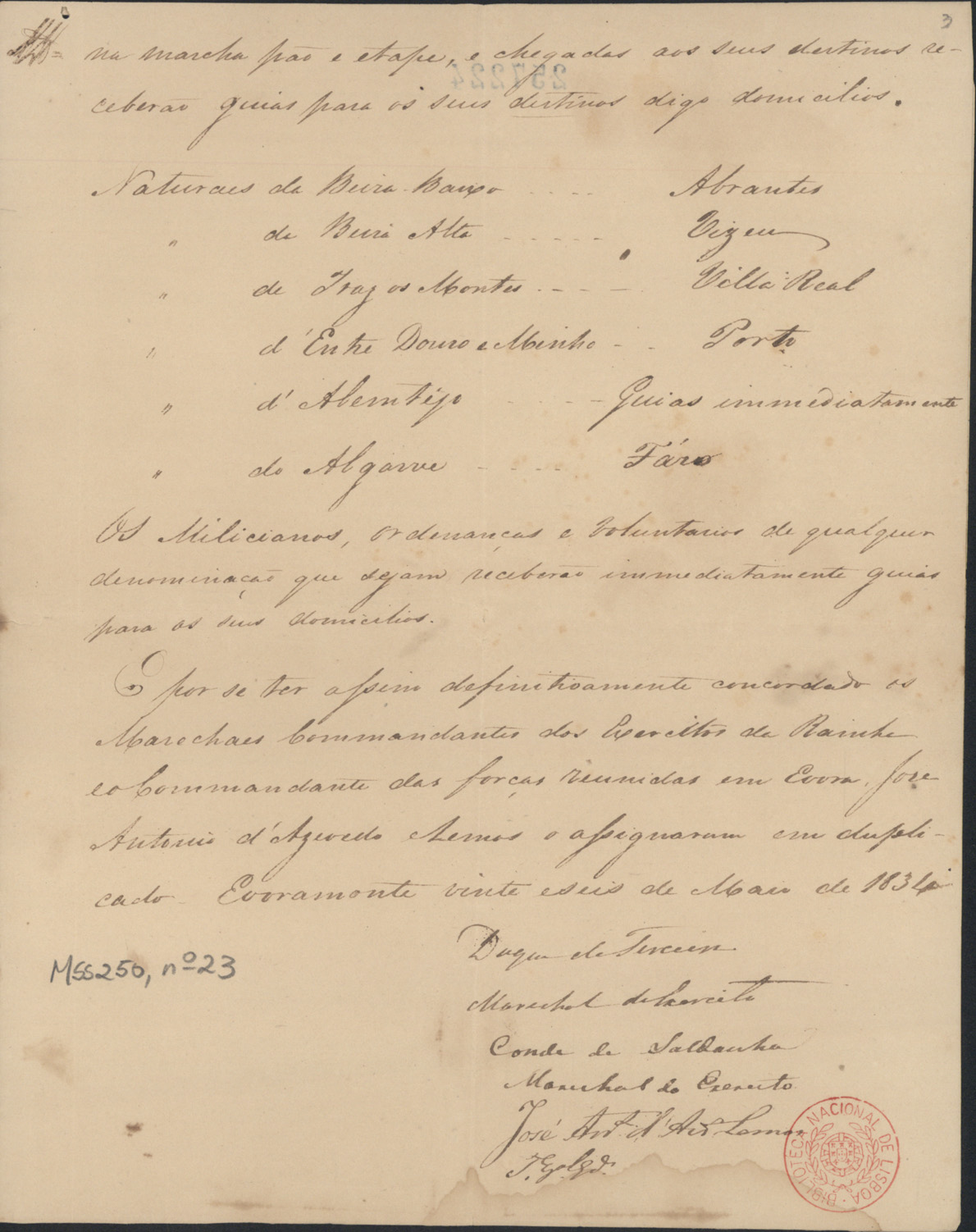
Assinaturas apostas na Convenção de Évora Monte.

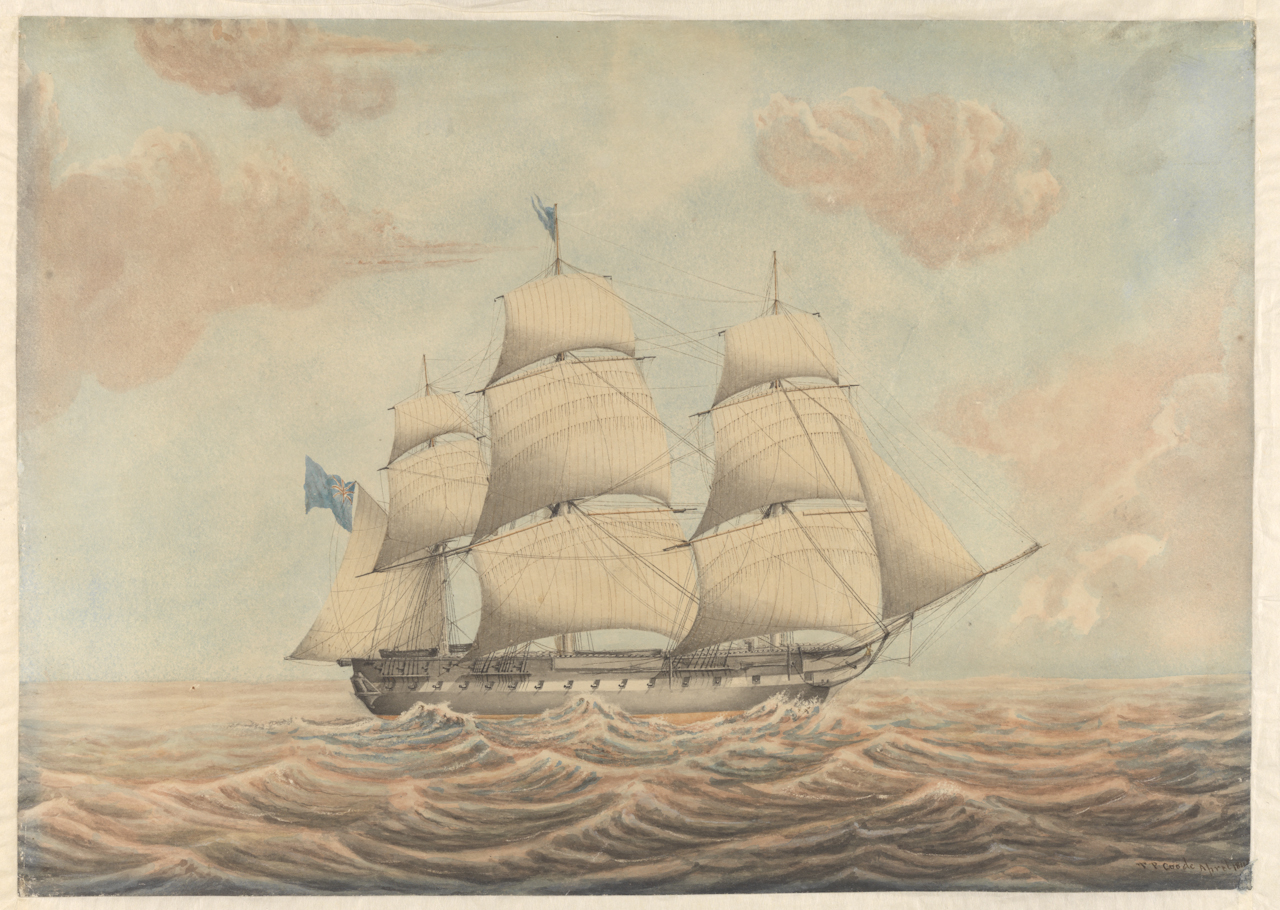
A fragata britânica HMS Stag que transportou D. Miguel de Sines para Génova a caminho do exílio.

A Convenção de Évora Monte, também referida como Concessão de Évora Monte ou Capitulação de Évora Monte, foi um convénio assinado entre os comandantes das forças militares liberais, afetas ao regente D. Pedro, duque de Bragança em nome da rainha D. Maria II de Portugal, e miguelistas, afetos ao rei D. Miguel, na vila alentejana de Évora Monte (no atual município de Estremoz), em 26 de maio de 1834, que pôs formalmente termo à Guerra Civil Portuguesa (1828-1834). Para além do colapso das forças miguelistas, o acordo foi também consequência do Tratado da Quádrupla Aliança, assinado em Londres a 22 de abril de 1834 entre os governos de Guilherme IV do Reino Unido, Luís Filipe de França, D. Pedro IV de Portugal (regente em nome de sua filha D. Maria II) e da regente de Espanha D. Maria Cristina de Borbón, visando impor regimes liberais nas monarquias ibéricas, com a garantia da expulsão dos infantes D. Miguel de Bragança de Portugal e D. Carlos de Borbón de Espanha. O tratado permitia a entrada de tropas estrangeiras nos respetivos territórios, o que já ocorrera quando a Convenção foi assinada, com entrada de tropas espanholas e o desembarque de uma força britânica em território português.

## História

### Antecedentes
D. Miguel, considerado rei legítimo pelos seus partidários após a sua aclamação pelas Cortes mas visto como um usurpador do trono de sua sobrinha D. Maria da Glória pelos liberais, havia perdido as grandes batalhas da guerra civil no Ribatejo (Pernes, Almoster e Asseiceira) no primeiro semestre de 1834, e refugiara-se com o seu quartel-general no Alentejo, a única região do reino que lhe continuava formalmente fiel.
Com um exército pouco motivado para continuar a sua luta por uma causa já perdida, com inúmeras baixas e algumas deserções para o lado que acabaria por sair vencedor, D. Miguel instalou-se no então concelho de Évora Monte com o seu Conselho de Guerra. Ponderando a hipótese de uma derradeira e decisiva batalha às portas de Évora, a manutenção de uma guerra de guerrilha no Baixo Alentejo e Algarve, a retirada para Espanha para auxiliar a causa carlista de seu primo Carlos de Bourbon, Conde de Molina (pretendente ao trono da Espanha, que o disputava à sua sobrinha Isabel II), ou a rendição pura e simples, acabou o Conselho de Guerra por deliberar, no dia 23 de Maio, pedir um armistício aos chefes liberais, para que cessassem imediatamente as hostilidades.
Viria a ser precisamente em Évora Monte, na casa de Joaquim António Saramago (onde ainda hoje se encontra uma lápide comemorativa do evento), que se assinou o acordo que pôs fim às guerras entre liberais e tradicionalistas (chamados absolutistas ou miguelistas pelos liberais), em Portugal. Para esse efeito, reuniram-se os generais Azevedo Lemos, comandante-em-chefe do exército tradicionalista, com os generais João Carlos de Saldanha Oliveira e Daun, Conde (futuro Marquês) de Saldanha, e António José Severim de Noronha, Conde de Vila Flor (futuro Duque da Terceira), comandantes das forças de D. Pedro IV, na presença de um legado do britânico, John Grant, a fim de se discutirem as condições definitivas para a paz em Portugal.
Saldanha e Terceira fizeram saber ao general Azevedo Lemos que o governo do Duque de Bragança em nome da rainha D. Maria II aceitaria somente uma rendição incondicional das forças miguelistas; mais acrescentaram que as forças que comandavam prosseguiriam inexoravelmente a sua caminhada triunfal até Évora (onde o exército de D. Miguel se acantonara), até que este se rendesse.
Incapaz de prosseguir o esforço de guerra, D. Miguel aceitou os termos propostos pelos liberais para esta rendição incondicional. D. Pedro, porém, procurou não impor mais nenhuma condição aviltante para o irmão ou seus partidários, procurando assim sanar todos os conflitos e evitar o agravamento de dissensões entre todos os Portugueses - condição que na altura pareceu a mais premente e imperativa para que se pudesse estabelecer a paz geral.

### A convenção
No dia 26 de maio de 1834, apuseram as suas assinaturas no texto da concessão os generais Lemos (pelos tradicionalistas) e João Carlos de Saldanha Oliveira e Daun e António José de Sousa Manuel de Meneses (pelos liberais), a qual estipulava as condições sine qua non seria possível o término da guerra civil que opusera ambas as fações ao longo dos dois anos precedentes:
- A imediata e incondicional rendição de D. Miguel e de todas as suas forças, com a deposição e entrega das suas armas aos liberais;
- A concessão de uma amnistia geral para todos os crimes políticos cometidos desde 21 de julho de 1826, data de entrada em vigor da Carta Constitucional de 1826;[11]
- Licença para que os amnistiados pudessem sair livremente do Reino e dispor dos seus bens, mediante o compromisso de não mais intervirem nos negócios públicos do Reino de Portugal;
- A promessa, da parte dos liberais, da não perseguição dos apoiantes de D. Miguel, com manutenção de postos militares e «contemplação» em relação aos empregados públicos, com suspensão da aplicação do Decreto de 31 de agosto de 1833, o «Decreto das Indemnizações», e consequentemente da Portaria de 20 de novembro do mesmo ano, que obrigava os miguelistas e os seus agentes a responder com os seus bens pessoais para ressarcimento dos danos causados aos liberais, ficando responsabilizados materialmente pelas perdas e danos causados pela Guerra Civil, sendo, por isso, expropriados;[12]
- O pagamento anual ao infante D. Miguel de uma pensão vitalícia no valor de 60 contos de réis, podendo o príncipe dispor livremente de todos os seus bens particulares, devendo, porém, D. Miguel abandonar a Península Ibérica ad æternum dentro do período de quinze dias subsequente à assinatura da convenção, a bordo de um navio estrangeiro pertencente a uma das nações signatárias da Quádrupla Aliança (Reino Unido, França ou Espanha), devendo ainda assinar uma declaração pela qual se comprometia a jamais regressar a território português, metropolitano ou colonial, nem a intervir nos negócios políticos do reino ou, de qualquer outra forma, contribuir para desestabilizar o país. No cumprimento desta cláusula, embarcou no porto da Vila de Sines na fragata britânica HMS Stag, com destino a Génova.

O texto integral da «Convenção de Évora Monte» e seu adicional, conforme assinado em Évora Monte, é o seguinte:
Sua Majestade Imperial o Senhor D. Pedro, Duque de Bragança, regente em Nome da Rainha, a Senhora Dona Maria Segunda, movido do desejo de que, quanto antes, termine a efusão de sangue Português, e se pacifique completamente o Reino, outorga às forças reunidas em Évora, e em todos os demais pontos da Monarquia, assim como a todos os indivíduos que se submetam à obediência da Rainha, em Nome da Mesma Senhora o seguinte:
- Artigo 1.º — Concede-se amnistia geral por todos os delitos políticos cometidos desde o dia 21 de julho de 1826. Para os amnistiados ficará suspensa a execução do Decreto de 31 de Agosto de 1833 até que as Cortes deliberem acerca do seu objeto. Os amnistiados entrarão na posse de seus bens, mas não poderão aliená-los até à decisão das Cortes. A amnistia não envolve restituição em empregos eclesiásticos, políticos e civis nem a bens da Coroa e Ordens, Comendas ou Pensões, nem compreende delitos contra particulares, assim como não exime de responsabilidade pelo prejuízo de terceiro.
- Artigo 2.º — Quaisquer amnistiados nacionais ou estrangeiros poderão livremente sair de Portugal, e dispor dos seus bens, contanto que fiquem salvas as restrições do artigo anterior, e deem a sua palavra, de não tomarem parte, de qualquer modo, nos objetos políticos destes Reinos.
- Artigo 3.º — Os oficiais militares amnistiados conservam seus postos, legitimamente conferidos, e o Governo se obriga a prover à sua subsistência na proporção das suas graduações.
- Artigo 4.º — Haverá com os empregados eclesiásticos e civis a contemplação de que eles por seus serviços e qualidades se tornarem dignos.
- Artigo 5.º — Assegura-se ao Senhor D. Miguel a pensão anual de sessenta contos de réis, atendendo à elevada categoria em que nasceu, e se lhe permite dispor da sua propriedade particular, e pessoal, devendo restituir as joias e quaisquer artigos pertencentes à Coroa ou a particulares.
- Artigo 6.º — Poderá embarcar em um navio de guerra de qualquer das Potências aliadas pelo Tratado de Londres de 22 de abril deste ano, o qual se lhe prontificará no porto que lhe aprouver, afiançando-lhe toda a segurança para a sua Pessoa e comitiva, bem como todo o decoro devido ao seu alto nascimento.
- Artigo 7.º — O Senhor D. Miguel se obrigará a sair de Portugal no prazo de quinze dias, com a declaração de que nunca mais voltará a parte alguma da Península das Espanhas, ou dos Domínios Portugueses, nem por modo algum concorrerá para perturbar a tranquilidade destes Reinos e em caso contrário perderá o direito à pensão estabelecida, e ficará sujeito às demais consequências do seu procedimento.
- Artigo 8.º — As tropas que se acham no serviço do Senhor D. Miguel entregarão as armas no depósito que lhes for indicado.
- Artigo 9.º — Todos os Regimentos e Corpos que se acham no serviço da usurpação, depois da entrega das armas, cavalos e munições, se dissolverão pacificamente voltando todos aos seus domicílios, sob pena de perderem os benefícios da presente amnistia.

O comandante em chefe das forças reunidas em Évora, depois de aceitar a referida concessão em nome de todas as pessoas nela compreendidas, conveio para a levar a efeito nos seguintes artigos de execução:
- Artigo 1.º — Expedir-se-ão imediatamente ordens a todos os Comandantes de Praças, e forças em campanha, e a todas as autoridades que ainda reconhecem o Governo do Senhor D. Miguel, para imediatamente fazerem a sua submissão ao Governo de Sua Majestade Fidelíssima a Senhora Dona Maria Segunda, com a fruição das condições acima declaradas.
- Artigo 2.º — O disposto no artigo antecedente será extensivo a todas as autoridades eclesiásticas, civis e militares dos Domínios Ultramarinos da Monarquia.
- Artigo 3.º — O Senhor D. Miguel sairá da cidade de Évora no dia 30 do corrente mês de maio para a Vila de Sines, onde, segundo sua escolha, terá lugar o seu embarque, acompanhado no seu trânsito pelas pessoas da sua comitiva pessoal, por vinte cavalos dos que antes serviam no seu Exército e por dois esquadrões de Cavalaria dos Exércitos da Rainha. O comandante das forças reunidas em Évora mandará uma relação nominal das pessoas da comitiva do Senhor D. Miguel aos marechais comandantes dos Exércitos da Rainha.
- Artigo 4.º — No dia 31 de maio corrente as tropas reunidas em Évora largarão as armas no Edifício do Seminário daquela cidade, e dividir-se-ão segundo a naturalidade das praças em tropas que debaixo da responsabilidade dos seus antigos oficiais, marcharão para as localidades abaixo designadas recebendo na marcha pão e etape, e chegadas aos seus destinos receberão guias para os seus destinos digo domicílios:

Naturais da Beira Baixa – Abrantes
Naturais da Beira Alta – Viseu
Naturais de Trás-os-Montes – Vila Real
Naturais de Entre Douro e Minho – Porto
Naturais do Alentejo – guias imediatamente
Naturais do Algarve – Faro.
Os milicianos, ordenanças e voluntários de qualquer denominação que sejam receberão imediatamente guias para os seus domicílios.
E por se ter assim definitivamente concordado os marechais comandantes dos Exércitos da Rainha e o comandante das forças reunidas em Évora, José António de Azevedo Lemos, o assinaram em duplicado. — Evoramonte, vinte e seis de maio de 1836. — Duque da Terceira, marechal do Exército — Conde de Saldanha, marechal do Exército — José António de Azevedo Lemos — (rúbrica ilegível)
Foram intervenientes na Convenção de Évora Monte: António José de Sousa Manuel de Meneses Severim de Noronha, 7.º conde e 1.º marquês de Vila Flor e ainda 1.º duque da Terceira, marechal do Exército liberal; João Carlos Gregório Domingos Vicente Francisco de Saldanha Oliveira e Daun, 1.º conde, 1.º marquês e 1.º duque de Saldanha, marechal de campo do Exército liberal e deputado na Câmara dos Deputados; Pedro de Sousa Holstein, 1.º duque de Palmela, Ministro do Reino e Ministro dos Negócios Estrangeiros do Governo de Regência; José António de Azevedo Lemos, general do Exército miguelista; Francisco Vaz Pereira Pinto Guedes, 3.º visconde de Monte Alegre, capitão do exército miguelista; José de Sousa Pereira de Sampaio Vaía, 2.º visconde de Santa Marta, marechal de campo do exército miguelista até fevereiro de 1833; Martinho Correia de Morais e Castro, 1.º visconde de Azenha, marechal de campo do exército miguelista até janeiro de 1832. Em representação do governo britânico, e por consequência das Potências signatárias da Quádrupla Aliança, esteve John Macpherson Grant, depois Sir John Macpherson-Grant, 2.º baronete de Ballindalloch, secretário da Legação Britânica em Lisboa.

## Consequências
Embora o conflito armado tenha acabado com a assinatura da concessão, os velhos ódios permaneceram ainda durante muitos anos (o que explica as constantes revoltas ao longo dos anos subsequentes, e certos fenómenos de banditismo, como por exemplo do salteador José do Telhado ou o Remexido); a juntar-se a isso, o esforço de reconstrução de um país destruído e depauperado pelas guerras havia mais de 30 anos (Guerra das Laranjas, Guerra Peninsular, Guerras Liberais).
D. Miguel, cujo amor pelo país era apesar de tudo genuíno, e de cuja integridade pessoal nunca ninguém duvidou, entregou as joias da Coroa, bem como as suas joias pessoais, para ajudar no esforço de reconstrução do país, antes de embarcar no Porto de Sines no dia 1 de Junho de 1834 em direção a Génova, no Piemonte, então parte do Reino da Sardenha, daí partindo para Roma, após ter sido negociada a sua instalação na sede papal, com honras de soberano ainda reconhecido pela Santa Sé.
Ao chegar à cidade piemontesa, porém, lavrou um manifesto no qual tornou público o seu protesto contra as condições que lhe foram impostas, afirmando que a capitulação de Évora Monte deveria ser considerada «nula e de nenhum efeito», perdendo assim os direitos e prerrogativas de Infante de Portugal, que lhe eram reconhecidos pelos liberais.
Em suma, como consequência da concessão de Évora Monte instaurou-se em Portugal, definitivamente, um regime liberal e constitucional, tendo sido restaurada a Carta Constitucional de 1826; D. Pedro, já condenado à morte breve pela tuberculose, apesar de pouco mais ter que trinta anos, abdicou da regência do Reino, e as Cortes da Nação Portuguesa, solenemente reunidas, declaram maior a rainha D. Maria da Glória, então com 15 anos apenas, sob o nome de D. Maria II.
No entanto, no Algarve, os realistas e outros simpatizantes de D. Miguel, espoliados e perseguidos por represália, abrigaram-se na serra, onde, liderados por José Joaquim de Sousa Reis, o famoso Remexido, continuaram a guerra civil, com assaltos e ataques a povoações, interceção de correios e malapostas, por mais 4 anos, que culminaram com o fuzilamento de José Joaquim de Sousa Reis em Faro a 2 de Agosto de 1838.

## ADeclaração de Génova
Ao chegar a Génova o ex-rei D. Miguel emitiu uma declaração, que ficaria conhecida como a Declaração de Génova, com o seguinte teor:
Em consequencia dos acontecimentos que Me obrigaram a sair de Portugal e abandonar temporariamente o exercicio do Meu poder; a honra da Minha Pessoa, o interesse dos meus Vassallos e finalmente todos os motivos de justiça e de decoro exigem que Eu proteste, como por este faço, à face da Europa, a respeito dos sobreditos acontecimentos e contra quaesquer innovações que o governo que ora existe em Lisboa possa ter introduzido, ou para o futuro procurar introduzir contrarias às Leis fundamentaes do Reino. D’esta exposição pode-se concluir que o Meu assentimento a todas as condições que Me foram impostas pelas forças preponderantes, confiadas nos generaes dos dois governos de presente existentes em Madrid e Lisboa, de accordo com duas grandes Potencias, foi da Minha parte um mero acto provisorio, com as vistas de salvar os Meus Vassallos de Portugal das desgraças que a justa resistencia que poderia ter feito, lhes não teria poupado, havendo sido surprehendido por um inesperado e indesculpavel ataque de uma Potencia amiga e alliada. Por todos estes motivos tinha Eu firmemente resolvido, apenas tivesse liberdade de o praticar, como cumpria à Minha honra e dever, fazer constar a todas as Potencias da Europa a injustiça da aggressão contra Meus direitos e contra a Minha Pessoa; e protestar e declarar, como por este protesto e declaro, agora que me acho livre de coação, contra a capitulação de 26 de maio passado, que Me foi imposta pelo governo ora existente em Lisboa; auto que fui obrigado a assignar, a fim de evitar maiores desgraças e poupar o sangue de Meus Fieis Vassallos. Em consequencia do que deve considerar se a dita capitulação como nulla e de nenhum valor. — Génova, 20 de junho de 1834.
Esta atitude originou a suspensão da pensão concedida pelo governo liberal nos termos da Concessão de Évora Monte, passando o ex-rei a viver da boa vontade do Santo Padre, entre outros amigos e apoiantes. Por Carta de Lei de 19 de dezembro de 1834, a rainha sua sobrinha declarou proscritos de Portugal para sempre D. Miguel e os seus descendentes, pela chamada Lei do Banimento, decreto formalmente revogado pela Lei n.º 2040, de 27 de maio de 1950, emitida já na vigência do governo ditatorial de Oliveira Salazar.
D. Miguel viria depois a fixar-se inicialmente na Áustria, onde casou com a alemã Adelaide de Löwenstein-Wertheim-Rosenberg. O casal viveu na Alemanha, onde D. Miguel viria a falecer em 1866 na cidade de Wertheim, cidade atualmente situada no estado de Baden-Württemberg.